# Белоконь, Ефим Леонтьевич
Ефим Леонтьевич Белоконь (10.02.1910, Мизиновка — 11.07.1992) — советский военнослужащий, участник Великой Отечественной войны, полный кавалер ордена Славы, командир отделения стрелкового батальона 465-го стрелкового полка, младший сержант — на момент представления к награждению орденом Славы 1-й степени.

## Биография
Родился 28 января 1910 года в селе Мизиновка (ныне Звенигородского района Черкасской области) в крестьянской семье. Украинец. Образование неполное среднее. Трудился в колхозе. В 1928—1930 годах проходил срочную службу в рядах Красной Армии. С июля 1941 года по январь 1944 года находился на временно оккупированной территории.
В январе 1944 года после освобождения села вновь призван в Красную Армию и направлен автоматчиком в 465-й стрелковый полк 167-й стрелковой дивизии. Член ВКП/КПСС с 1944 года. С первых же дней участвовал в боях по ликвидации корсунь-шевченковской группировки противника.
13 января, отражая атаку пытавшихся прорваться к блокированной группировке крупным силам противников, полк попал в окружение в районе села Тихоновка. Вместе с отделением красноармеец Белоконь отбил четыре вражеских атаки, в которых лично уничтожил девять солдат врага. После 15 дней боёв остатки полка вышли к основным силам дивизии. Е. Л. Белоконь после этого был назначен командиром отделения.
В дальнейшем он в составе 1-й гвардейской армии 1-го Украинского фронта участвовал в боях в районе Каменец-Подольского, Бучача, Рогатина. В боевых действиях с февраля по июль 1944 года красноармеец Белоконь уничтожил свыше 20 вражеских солдат и офицеров. На подступах к городу Ходоров 19 июля 1944 года вместе с отделением он отразил три контратаки врага, нанеся ему урон в живой силе и боевой технике, при этом лично уничтожил шесть немецких солдат.
Приказом командира 167-й стрелковой дивизии от 5 августа 1944 года за мужество, проявленное в боях с врагом, красноармеец Белоконь награждён орденом Славы 3-й степени.
В августе 1944 года 1-я гвардейская армия была передана в состав 4-го Украинского фронта и в ходе Львовско-Сандомирской операции вела наступление в направлении на город Санок.
Младший сержант Белоконь составе группы при выполнении задания по захвату контрольного пленного 20 августа 1944 года в районе города Санок скрытно приблизился к вражеским траншеям и первым ворвался в расположение противника. В скоротечной схватке было сражено 20 противников, трое взято в плен.
Приказом по 1-й гвардейской армии от 10 сентября 1944 года младший сержант Белоконь награждён орденом Славы 2-й степени.
9 сентября 1944 года войска 4-го Украинского фронта начали наступление в ходе Восточно-Карпатской операции. В этот день Е. Л. Белоконь в бою за населённый пункт Санок выдвинулся вперёд боевых порядков подразделения и лично из автомата истребил десять фашистов.
19 сентября в районе населённого пункта Пшебышув он принял на себя командование взводом и обходным манёвром зашёл противнику во фланг. Внезапной атакой взвод выбил врага с господствующей высоты, захватив важный опорный пункт. В бою ликвидировано до 30 немецких солдат и офицеров. Младший сержант Белоконь был тяжело ранен.
Указом Президиума Верховного Совета СССР от 24 марта 1945 года за мужество, отвагу и героизм, проявленные в борьбе с захватчиками, младший сержант Белоконь Ефим Леонтьевич награждён орденом Славы 1-й степени.
В ноябре 1945 года сержант Белоконь демобилизован. С 1968 года — старшина в отставке. Жил в селе Мизиновка. Трудился фуражиром в колхозе «Ленинская искра». С 1970 года на пенсии.
Награждён орденами Отечественной войны 1-й степени, Славы 1-й, 2-й и 3-й степени, медалями.
Умер 11 июля 1992 года.